# Albert Batzill
Albert „Alba“ Batzill (* 14. Dezember 1952 in Friedrichshafen, Baden-Württemberg) ist ein deutscher Regattasegler. Er ist vierfacher Weltmeister in der Bootsklasse Flying Dutchman. Insgesamt steuerte er, mit wechselnden Mitseglern, in den Bootsklassen Fireball, Shark 24, Flying Dutchman, Soling und inzwischen auf 6mR- und (in der Amateurwertung) auf Melges-24-Yachten bei Europa- und Weltmeisterschaften zehnmal zu Gold-, fünfmal zu Silber- und siebenmal zu Bronzemedaillen. 1988 und 1992 nahm Batzill im Flying Dutchman an den Olympischen Spielen teil und erreichte einstellige Platzierungen.
2004 wurde er in der Segelzeitschrift Yacht zu einem der 100 besten Segler aller Zeiten gewählt. Batzill startet für den Württembergischen Yacht-Club in Friedrichshafen und ist Ehrenmitglied des Segelclubs Alpsee-Immenstadt.
Für seine sportlichen Erfolge erhielt er von Bundespräsident Carstens 1982 das Silberne Lorbeerblatt.

## Segel-Karriere

### Jollen, vor allem Flying Dutchman
Albert Batzill segelte zunächst mit seinem etwa zwei Jahre jüngeren Bruder Rudolf zusammen; bereits zu dieser Zeit war Albert Steuermann, Rudolf Vorschoter. Gemeinsam gewannen sie 1970 die während der Travemünder Woche ausgetragene deutsche Jugendmeisterschaft im Korsar und wurden 1971 vor dem schwedischen Arild Europameister im Fireball. 1974 ersegelten sie in Sandhamn in der Siegercrew die Weltmeisterschaft in der Kielbootklasse Shark 24; ihre fast gleichaltrigen Cousins Jörg und Eckart Diesch hatten den Titel zwei Jahre zuvor geholt.

Riss eines Flying Dutchman

1974 stiegen sie auf die Bootsklasse Flying Dutchman um, und bereits im Folgejahr holten sie damit die Bronzemedaille bei der Europameisterschaft. Als sie bei den Ausscheidungsrennen für die Olympischen Spiele 1976 auffielen, wurden die Batzill-Brüder als Ersatzmannschaft zu den Spielen nach Kanada geschickt. Sie wurden allerdings nicht eingesetzt. Stattdessen hatten sich die Diesch-Brüder für die Teilnahme qualifiziert und gewannen olympisches Gold.
1978 erstritten Albert und Rudolf Batzill vor Hayling Island, vor dem englischen Hampshire, ihren ersten Weltmeistertitel mit einem Flying Dutchman. Sie verwiesen damit die Diesch-Brüder, die im Vorjahr den Vizetitel geholt und in den ersten Durchgängen geführt hatten, auf den zweiten Platz. Nach einem Vizeweltmeistertitel 1980 standen Albert und Rudolf Batzill 1981 erneut auf dem Siegertreppchen, während ihre Cousins wiederum Silber ersegelten.
Auch 1984 gewann Batzill die Weltmeisterschaft, nun mit dem Münchner Vorschoter Klaus Wende. 1986 unterlagen sie den Diesch-Brüdern und errangen den Vizeweltmeistertitel. Mit dem Immenstädter Vorschoter Peter Lang holte Batzill 1988 eine weitere Bronzemedaille bei der Europameisterschaft. Im selben Jahr, im Alter von 35 Jahren und zehn Jahre nach seinem ersten Flying-Dutchman-Weltmeistertitel, nahm Batzill erstmals an den Olympischen Spielen teil, die 1988 in Korea stattfanden; Batzill und Lang erreichten in Busan den achten Platz.
Weiterhin mit Lang segelnd holte Batzill 1989 seinen vierten Weltmeistertitel im Flying Dutchman und ein Jahr darauf seine erste Weltmeisterschafts-Bronzemedaille. 1991 folgte eine weitere Bronzemedaille bei der Europameisterschaft. Bei den Olympischen Spielen 1992 gelangten Batzill und Lang, nun für das geeinte Deutschland antretend, im Flying Dutchman auf Platz 5.

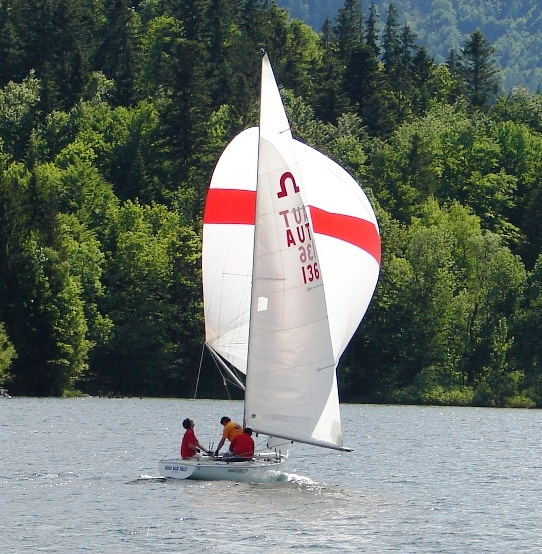
Ein Soling unter Spinnaker

### Kielboote: Soling, 6mR, Melges 24
Nachdem Batzill, bis auf den Shark-24-Weltmeistertitel 1974, zunächst vor allem in Jollen Erfolge gefeiert hatte, wandte er sich in den neunziger Jahren den Kielbooten zu. Nach den Olympischen Spielen 1992 trat Batzill in mehreren Soling-Wettbewerben an. 1993 wurde er vor dem slowenischen Portorož Vize-Europameister und vor dem griechischen Phaleron Vize-Weltmeister. 1994 wurde er auf dem Soling Deutscher Meister und gewann bei der Soling-Match-Racing-Europameisterschaft in Starnberg die Bronzemedaille. Bei der Match-Racing-Pre-Olympic-Regatta 1994 in Savannah, USA, erreichte er ebenfalls den dritten Platz. In den folgenden Soling-Wettbewerben und -Meisterschaften (ausgetragen mit Flottenstart, nicht als Match Race) 1994 und 1995 gelangen ihm indes nur zweistellige Platzierungen. Seine besten ISAF-Weltranglisten-Ergebnisse waren der 7. Rang für die Match-Race-Wertung im April 1994 und der 4. Rang (Open, das heißt Flottenstart) im Januar 1995.

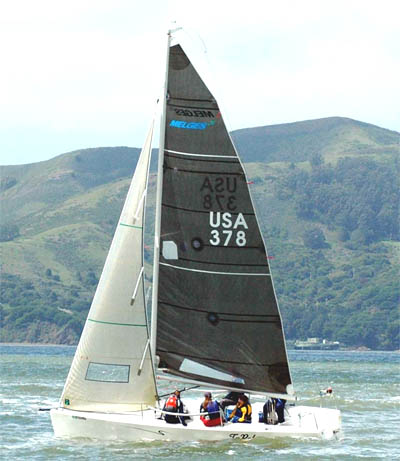
Eine Melges 24

Ab 1999 segelte Batzill in der Klasse der 6-Meter-(„6mR“)-Modern-Yachten als Steuermann mit Eigner Dietrich Grünau und Taktiker Eddy Eich. Sie segelten zunächst zwar auf vordere Plätze, gewannen jedoch keine Meisterschaften. 2004 wurde Batzill mit seiner Crew auf der 6mR-Yacht Courage VII (6 GER 104) Dritter bei der Europameisterschaft vor dem nordsardinischen Porto Rotondo. Mit dem neuen Boot Courage IX (GER-118) folgten im Juli 2005 vor dem schwedischen Sandhamn der Weltmeister- und im Juni 2006 in Flensburg der Europameistertitel. Im Juli 2007 steuerte Batzill das Boot zur Bronzemedaille bei der Weltmeisterschaft vor dem englischen Cowes, Isle of Wight, im Juni 2008 erneut zum Europameistertitel.
Parallel dazu segelt Batzill auf Melges-24-Yachten, einer Bootsklasse mit zunehmend anspruchsvollerem Teilnehmerfeld. Im September 2001 wurde er auf der Vito (GER-507) vor dem italienischen Torbole Europa-Vizemeister mit nur 0,6 Punkten Rückstand auf Gewinner Cedric Pouligny. Im Juni 2004 gewann er bei der Volvo Cup Regatta auf der No Woman No Cry (GER-582) von Eigner Eddy Eich vor Rimini die Silbermedaille nach punktgleichem Finish mit den italienischen Siegern unter Andrea Rachelli. Im Dezember 2005 folgte bei der Melges-24-Weltmeisterschaft die Bronzemedaille auf Eichs Courage X (GER-582) in der Corinthian-Wertung, die unter den Booten mit reinen Amateur-Crews ausgetragen wird; in der Gesamtwertung belegte das Boot Platz 19. Bei der Europameisterschaft im September 2005 vor dem englischen Torquay holte Batzill mit der No Woman No Cry schließlich den Titel in der Corinthian-Wertung und den vierten Platz in der Gesamtwertung. Die Weltmeisterschaft 2006 schloss No Woman No Cry mit Batzill am Ruder zwar als bestes Boot, aber in der Gesamtwertung nur auf dem 26. Platz ab; bei der Europameisterschaft im August 2007 steuerte Batzill die Yacht nur Platz 17 (30 Teilnehmer) in der Amateurklasse Corinthian Division (Platz 48 in der Gesamtwertung).

### Medaillen bei Welt- und Europameisterschaften
| Jahr | Meisterschaft       | Platzierung | Bootsklasse                |
| ---- | ------------------- | ----------- | -------------------------- |
| 1971 | Europameisterschaft | 1           | Fireball                   |
| 1974 | Weltmeisterschaft   | 1           | Shark 24                   |
| 1975 | Europameisterschaft | 3           | Flying Dutchman            |
| 1978 | Weltmeisterschaft   | 1           | Flying Dutchman            |
| 1980 | Weltmeisterschaft   | 2           | Flying Dutchman            |
| 1981 | Weltmeisterschaft   | 1           | Flying Dutchman            |
| 1984 | Weltmeisterschaft   | 2           | Flying Dutchman            |
| 1986 | Weltmeisterschaft   | 1           | Flying Dutchman            |
| 1988 | Europameisterschaft | 3           | Flying Dutchman            |
| 1989 | Weltmeisterschaft   | 1           | Flying Dutchman            |
| 1990 | Weltmeisterschaft   | 3           | Flying Dutchman            |
| 1991 | Europameisterschaft | 3           | Flying Dutchman            |
| 1993 | Europameisterschaft | 2           | Soling                     |
| 1993 | Weltmeisterschaft   | 2           | Soling                     |
| 1994 | Europameisterschaft | 3           | Soling Match Race          |
| 2001 | Europameisterschaft | 2           | Melges 24 (Amateurwertung) |
| 2004 | Europameisterschaft | 3           | 6mR                        |
| 2005 | Weltmeisterschaft   | 1           | 6mR                        |
| 2005 | Weltmeisterschaft   | 1           | Melges 24 (Amateurwertung) |
| 2006 | Europameisterschaft | 1           | 6mR                        |
| 2007 | Weltmeisterschaft   | 3           | 6mR                        |
| 2008 | Europameisterschaft | 1           | 6mR                        |

## Privatleben
Albert Batzill wuchs mit Bruder Eduard, Rudolf und Schwester Heidi, als Sohn eines Zahnarztes in Friedrichshafen auf. Albert Batzill ist verheiratet und hat 4 Kinder. 1981 bis 1999 betrieb er den vom Kloster Weingarten gepachteten Bauernhof Rösslerhof in der Gemeinde Schlier auf ökologische Wirtschaftsweise. Später wechselte er zu einem kleinen landwirtschaftlichen Nebenerwerbsbetrieb. Sein Bruder Rudolf, mit dem Albert Batzill seine ersten Erfolge feierte, ist als Arzt tätig.